# Anna Danilina
Anna Sergejevna Danilina (Russisch: Анна Сергеевна Данилина) (Moskou, 20 augustus 1995) is een tennisspeelster uit Kazachstan. Danilina werd in Moskou als Russin geboren, maar liet zich tot Kazachse naturaliseren in 2011. Haar favoriete ondergrond is hardcourt. Zij speelt rechtshandig en heeft een tweehandige backhand. Danilina is actief in het internationale tennis sinds 2011 en viert haar successen vooral in het dubbelspel.

## Loopbaan
In juli 2021 won Danilina haar eerste WTA-titel, op het dubbelspeltoernooi van Gdynia – samen met Wit-Russin Lidzija Marozava versloeg zij Kateryna Bondarenko en Katarzyna Piter. Hiermee kwam zij binnen op de top 100 van de wereldranglijst in het dubbelspel. In augustus had zij haar grandslamdebuut in het dubbelspel, op het US Open, samen met landgenote Jaroslava Sjvedova. In september won zij haar twintigste ITF-dubbelspeltitel, in Saint-Palais-sur-Mer (Frankrijk), nu met de Oekraïense Valerija Strachova aan haar zijde.
In januari 2022 won Danilina de dubbelspeltitel op het WTA-toernooi van Sydney, geflankeerd door de Braziliaanse Beatriz Haddad Maia met wie zij voor het eerst samenspeelde. Aansluitend bereikten Danilina en Haddad Maia de dubbelspelfinale van het Australian Open – zij verloren de eindstrijd van het ervaren Tsjechische koppel Barbora Krejčíková en Kateřina Siniaková. Hiermee kwam Danilina binnen op de top 30 van het dubbelspel. In februari haakte zij nipt aan bij de top 20.
In januari 2023 bereikte zij de mondiale top tien van het dubbelspel. In september won zij haar eerste grandslamtitel op het gemengd dubbelspel van het US Open, met de Fin Harri Heliövaara aan haar zijde.
In 2025 bereikte Danilina met de Servische Aleksandra Krunić de finale van Roland Garros – zij verloren de eindstrijd van het Italiaanse koppel Sara Errani en Jasmine Paolini.
Tot op heden(juni 2025) won zij dertien WTA-dubbelspeltitels, de meest recente in 2025 in Eastbourne, samen met de Tsjechische Marie Bouzková.

### Tennis in teamverband
In de periode 2019–2024 maakte Danilina deel uit van het Kazachse Fed Cup-team – zij vergaarde daar een winst/verlies-balans van 6–10.

## Posities op deWTA-ranglijst
Positie per einde seizoen:
| jaar | rang enkelspel | rang dubbelspel |
| ---- | -------------- | --------------- |
| 2011 | 1022           | 929             |
| 2012 | 375            | 479             |
| 2013 | 459            | 526             |
| 2014 | 573            | 211             |
| 2015 | –              | 1182            |
| 2017 | 749            | 935             |
| 2018 | 373            | 155             |
| 2019 | 309            | 124             |
| 2020 | 278            | 135             |
| 2021 | 341            | 83              |
| 2022 | 517            | 11              |
| 2023 | 814            | 56              |
| 2024 | 895            | 22              |

## Palmares
| Legenda                 |
| ----------------------- |
| Grandslamtoernooi       |
| Olympische Spelen       |
| Year-End Championships  |
| Premier Mandatory       |
| Premier Five / WTA 1000 |
| Premier / WTA 500       |
| International / WTA 250 |
| Challenger / WTA 125    |

### WTA-finaleplaatsen enkelspel
geen

### WTA-finaleplaatsen vrouwendubbelspel
| nr.              | finale     | toernooi           | ondergrond    | partner             | tegenstandsters                         | score             |         |
| ---------------- | ---------- | ------------------ | ------------- | ------------------- | --------------------------------------- | ----------------- | ------- |
| gewonnen finales |            |                    |               |                     |                                         |                   |         |
| 01.              | 2021-07-25 | WTA Gdynia         | gravel        | Lidzija Marozava    | Kateryna Bondarenko Katarzyna Piter     | 6-3, 6-2          | details |
| 02.              | 2022-01-15 | WTA Sydney         | hardcourt     | Beatriz Haddad Maia | Vivian Heisen Panna Udvardy             | 4-6, 7-5, [10-8]  | details |
| 03.              | 2022-07-31 | WTA Warschau       | gravel        | Anna-Lena Friedsam  | Katarzyna Kawa Alicja Rosolska          | 6-4, 5-7, [10-5]  | details |
| 04.              | 2023-05-20 | WTA Parijs Clarins | gravel        | Vera Zvonarjova     | Nadija Kitsjenok Alycia Parks           | 5-7, 7-6, [14-12] | details |
| 05.              | 2023-07-29 | WTA Hamburg        | gravel        | Aleksandra Panova   | Miriam Kolodziejová Angela Kulikov      | 6-4, 6-2          | details |
| 06.              | 2024-01-07 | WTA Auckland       | hardcourt     | Viktória Hrunčáková | Marie Bouzková Bethanie Mattek-Sands    | 6-3, 6-7, [10-8]  | details |
| 07.              | 2024-05-18 | WTA Parma          | gravel        | Irina Chromatsjova  | Elixane Lechemia Ingrid Gamarra Martins | 6-1, 6-2          | details |
| 08.              | 2024-06-09 | WTA Bari           | gravel        | Irina Chromatsjova  | Angelica Moratelli Renata Zarazúa       | 6-1, 6-3          | details |
| 09.              | 2024-07-26 | WTA Iași           | gravel        | Irina Chromatsjova  | Aleksandra Panova Jana Sizikova         | 6-4, 6-2          | details |
| 10.              | 2024-09-15 | WTA Guadalajara    | hardcourt     | Irina Chromatsjova  | Oksana Kalasjnikova Kamilla Rachimova   | 2-6, 7-5, [10-7]  | details |
| 11.              | 2024-09-22 | WTA Hua Hin        | hardcourt     | Irina Chromatsjova  | Eudice Chong Moyuka Uchijima            | 6-4, 7-5          | details |
| 12.              | 2024-10-13 | WTA Wuhan          | hardcourt     | Irina Chromatsjova  | Asia Muhammad Jessica Pegula            | 6-3, 7-6          | details |
| 13.              | 2025-06-28 | WTA Eastbourne     | gras          | Marie Bouzková      | Hsieh Su-wei Maya Joint                 | 6-4, 7-5          | details |
| verloren finales |            |                    |               |                     |                                         |                   |         |
| 01.              | 2022-01-30 | Australian Open    | hardcourt     | Beatriz Haddad Maia | Barbora Krejčíková Kateřina Siniaková   | 7-6, 4-6, 4-6     | details |
| 02.              | 2022-08-27 | WTA Cleveland      | hardcourt     | Aleksandra Krunić   | Nicole Melichar-Martinez Ellen Perez    | 5-7, 3-6          | details |
| 03.              | 2022-10-23 | WTA Guadalajara    | hardcourt     | Beatriz Haddad Maia | Storm Sanders Luisa Stefani             | 6-7, 7-6, [8-10]  | details |
| 04.              | 2023-12-10 | WTA Angers         | hardcourt (i) | Aleksandra Panova   | Cristina Bucșa Monica Niculescu         | 1-6, 3-6          | details |
| 05.              | 2024-05-24 | WTA Rabat          | gravel        | Xu Yifan            | Irina Chromatsjova Jana Sizikova        | 3-6, 2-6          | details |
| 06.              | 2024-07-20 | WTA Boedapest      | gravel        | Irina Chromatsjova  | Katarzyna Piter Fanny Stollár           | 3-6, 6-3, [3-10]  | details |
| 07.              | 2025-03-02 | WTA Mérida         | hardcourt     | Irina Chromatsjova  | Katarzyna Piter Mayar Sherif            | 6-7, 5-7          | details |
| 08.              | 2025-06-08 | Roland Garros      | gravel        | Aleksandra Krunić   | Sara Errani Jasmine Paolini             | 4-6, 6-2, 1-6     | details |
| 09.              | 2025-06-15 | WTA Londen         | gras          | Diana Sjnajder      | Asia Muhammad Demi Schuurs              | 5-7, 7-6, [4-10]  | details |
| 10.              | 2025-06-22 | WTA Nottingham     | gras          | Ena Shibahara       | Beatriz Haddad Maia Laura Siegemund     | 3-6, 2-6          | details |

### Finaleplaatsen gemengd dubbelspel
| nr.              | finale     | toernooi | ondergrond | partner          | tegenstanders                  | score    |         |
| ---------------- | ---------- | -------- | ---------- | ---------------- | ------------------------------ | -------- | ------- |
| gewonnen finales |            |          |            |                  |                                |          |         |
| 1.               | 2023-09-09 | US Open  | hardcourt  | Harri Heliövaara | Jessica Pegula Austin Krajicek | 6-3, 6-4 | details |
| verloren finales |            |          |            |                  |                                |          |         |
| geen             |            |          |            |                  |                                |          |         |

## Resultaten grandslamtoernooien
| Legenda | Legenda                          |
| ------- | -------------------------------- |
| g.t.    | geen toernooi gehouden           |
| l.c.    | lagere categorie                 |
| –       | niet deelgenomen                 |
| G       | uitgeschakeld in de groepsfase   |
| 1R      | uitgeschakeld in de eerste ronde |
| 2R      | uitgeschakeld in de tweede ronde |
| 3R      | uitgeschakeld in de derde ronde  |
| 4R      | uitgeschakeld in de vierde ronde |
| KF      | uitgeschakeld in de kwartfinale  |
| HF      | uitgeschakeld in de halve finale |
| F       | de finale verloren               |
| W       | het toernooi gewonnen            |
| w-v     | winst/verlies-balans             |

### Enkelspel
geen deelname

### Vrouwendubbelspel
| toernooi        | 2021 | 2022 | 2023 | 2024 | 2025 |
| --------------- | ---- | ---- | ---- | ---- | ---- |
| Australian Open | –    | F    | 2R   | 1R   | 1R   |
| Roland Garros   | –    | 2R   | 2R   | 1R   | F    |
| Wimbledon       | –    | –    | 1R   | 2R   |      |
| US Open         | 1R   | 3R   | 2R   | KF   |      |

### Gemengd dubbelspel
| toernooi        | 2022 | 2023 | 2024 | 2025 |
| --------------- | ---- | ---- | ---- | ---- |
| Australian Open | –    | 1R   | 1R   | 2R   |
| Roland Garros   | 1R   | 1R   | –    | 2R   |
| Wimbledon       | –    | KF   | –    |      |
| US Open         | –    | W    | KF   |      |